# Saint-Gilles-les-Bois

Saint-Gilles-les-Bois este o comună în departamentul  Côtes-d'Armor, Franța. În 1 ianuarie 2022 avea o populație de 389 de locuitori.